# Пугачёво (Удмуртия)
Пугачёво — село в Малопургинском районе Удмуртии (Россия). Единственный населённый пункт Пугачёвского сельского поселения. 
Расположено в 10 км к северу от г. Агрыз и в 30 км к югу от центра г. Ижевск. В селе расположены железнодорожная станция Юски и платформа 9 км (на линии Агрыз — Ижевск), также по западному краю села проходит трасса М7 «Волга» (участок Елабуга — Ижевск). Сообщение многочисленными пригородными поездами и автобусами до Ижевска.
Селение Пугачёво основано в 1914 году в связи с организацией разъезда при строительстве железной дороги Ижевск – Агрыз.
Название свое поселок, получил от того самого смутьяна Емельяна Пугачёва, чья крестьянская армия в июне 1774 года проходила как раз по этой местности – от современного Завьялова через Юськи в Агрыз.
В 1929 году тут заработал леспромхоз. В 1958 года Пугачёво получил статус рабочего поселка, потом поселка городского типа, а в июле 1995 года был преобрезован в сельский населенный пункт.
По данным на 1995-й, в поселке насчитывается 2,8 тыс. жителей, действуют мебельная фабрика, мостострой, быткомбинат, хлебопекарня, общеобразовательная школа, музыкальная школа, СДК, библиотека, больница.
В поселке 16 улиц: Чапаева, Азина, Гагарина, Дачная, Квартальная, Кирова, Комарова, Ленина, Лесная, Нагорная, Первомайская, четыре Рабочие, Складская и переулок Чапаева.
С востока к селу примыкает территория военного полигона — бывшего артиллерийского арсенала, выведенного из эксплуатации после крупного пожара 3—5 июня 2011 года.

## Население
| 1959 | 1970 | 1979 | 1989 |
| ---- | ---- | ---- | ---- |
| 3587 | 3534 | 3147 | 2745 |

| 2010  | 2012  | 2013  | 2014  | 2015  | 2016  | 2017  |
| ----- | ----- | ----- | ----- | ----- | ----- | ----- |
| 2641  | ↗2754 | ↘2707 | ↗2733 | ↗2747 | ↗2753 | ↗2759 |
| 2018  | 2019  | 2020  |       |       |       |       |
| ↘2750 | ↘2733 | ↘2712 |       |       |       |       |